# طبعات أليا
تم إنشاء طبعات أليا (بالفرنسية: Éditions Allia)‏ عام 1982 بواسطة جيرارد بيريبي ، مقرها الرئيسى في 16 شارع شارلوماين 75004 بباريس .